# 박상
박상(朴祥, 1474년 ~ 1530년)은 조선의 문신이다. 본관은 충주(忠州). 자는 창세(昌世), 호는 눌재(訥齋)이다. 전라도 광주 송정골 출신이다.
훈구파와 사림파가 대립하던 조선 중종 때의 관료로 사림 운동에 전력한 학자이자 정치가였다. 훈구 공신들의 전횡을 지속적으로 고발해 권신들의 미움을 사 관직 대부분을 외직으로 나가있었으며, 가는 곳마다 사림 후배들을 챙겼다. 특히 기묘사화 이후 살아남은 조광조의 문하생들을 거둬 사림 운동의 맥을 이어줬다. 단경왕후 복위에 관한 상소로도 유명한데 이에 대해 생전의 조광조가 '강상의 법도를 세웠다'라고 칭찬한 바 있다. 평소 그의 학식과 인품에 대해 후배였던 퇴계 이황이 원우의 완인(행동과 인품에 흠이 없는 사람)이라 평하기도 했다. 시호(諡號)는 문간(文簡)이다.

## 생애

눌재가 받은 교지(敎旨)

눌재(訥薺) 문집(文集)의 목판

1474년(성종 5) 광주 송정리에서 박지흥의 3남 중 차남으로 태어났다. 원래 대전에 살던 박지흥은 세조의 왕위찬탈에 반대해 사돈 권람의 천거도 뿌리치고 처가인 광주로 내려온 터였다. 환갑이 넘어 늦둥이로 얻은 박상은 어려서 아버지를 잃고 어머니의 보살핌과 8살 터울의 형에게 배우며 어린 시절을 보냈다. 
당시 막 사림 운동이 싹을 내려 전국 8도 곳곳에서 성리학 연구가 일어나던 시기에 형 박정(朴禎)은 호남 사림으로 일컬어지는 신재(新齋) 최산두(崔山斗)에 있었다. 점필재 김종직이 전라 관찰사로 그를 만나 얼마간 이야기를 나누고는 '나라의 실로 큰 그릇이 되겠다'고 평한 기록도 보인다. 아버지같고 스승같던 형이 요절했지만 그는 홀어머니를 모시고 3살 터울의 동생과 함께 공부를 계속했다.
1496년(연산군 2)에 생원시에 합격해 상경한 후 교서관(校書館) 정자(正字-정9품)가 됐다.
1501년(연산군 7)에 식년시 을과에 급제, 교서관 박사(博士-정7품), 별제(別提-종6품) 등을 역임했다.
1506년(연산군 12)에 전라도 도사(都使-종5품 외직)에 자원, 연산군을 믿고 전횡을 일삼던 우부리(牛夫里)를 곤장으로 때려죽이고 금강산 정양사(正陽寺)에 숨었다가 곧 중종반정으로 서울에 돌아왔다.
1506년(중종 1) 중종반정 후 사가독서를 허락받고 사간원 헌납(獻納-정5품,대간(臺諫))이 되자마자 반정공신 책정의 난맥상을 줄기차게 지적했다. 중종으로서는 그들의 추대로 즉위한지라 눌재의 간언이 크게 부담스러웠다. 게다가 그는 왕실 종친들의 중용을 극구 반대하는 한편 훈구공신들의 전횡에 대해 끊임없이 탄핵 상소를 올린 끝에 결국 임금과 훈구파 모두의 공분을 샀다. 곧 그는 한산군수(韓山郡守-종4품)로 발령됐는데 이는 품계만 올린 사실상의 좌천이었다. 사헌부가 대간을 외직으로 돌리다니 말도 안된다고 임금과의 말씨름을 1년이나 끌자, 중종은 할 수 없이 종묘서 령(宗廟署令-종5품), 소격서 령(昭格署令-종5품)등 한직을 내렸고 마음이 상한 눌재는 모친 봉양을 핑계로 임피(臨陂-전북 군산)현감(縣監-종6품)을 자청해 자신이 품계에 연연하는 것이 아님을 보이고는 궁을 떠나버렸다.
1509년(중종 4)까지 3년간 현감임기를 채운 그는 고향 광주로 돌아와 책을 읽었다.
1511년(중종 6) 홍문관 수찬(修撰-정5품)으로 재기용돼 응교(應敎-정4품)를 지냈다.
1515년(중종 10) 장경왕후가 죽었다. 담양부사(정3품당하관)로 재직하던 그는 순창군수 김정(金淨)과 함께 중종반정 직후 폐서인 됐던 단경왕후 신씨(愼氏)의 복위를 상소했는데, 이게 다시금 중종과 대왕대비인 정현왕후의 진노를 사 오림역(烏林譯-)으로 유배당했다.
1516년(중종 11)에 조광조를 비롯한 사림파들이 중용되면서 박상 역시 유배가 풀려, 의빈부 도사(儀賓府 都事-종5품)와 장악원 첨정(掌樂院 僉正-종4품)등을 역임하고 이듬해 순천부사(順天府使-정3품당하관)가 되었으나 모친상으로 곧 사직했다.
1519년(중종 14) 3년상을 치르고 눌재공이 의빈부 경력(經歷-종4품)으로 중앙정계에 돌아오기 직전, 기묘사화가 일어났다. 조광조 등 선비들이 죽거나 다치고 윤원형, 윤원로 등 외척 훈구권신들이 더욱 득세하던 때였다. 하루는 훈구권신 심정(沈貞)이 경기도 양천에 소요당을 짓고 크게 벌이는 잔치에 그도 섞여 초대됐다. 한참 자리도 불콰해져 다들 흥들이 올랐건만 눌재공은 뼈가 부러지고 살이 튀었던 후배들이 생각나 도저히 그 자리에 섞일 수가 없었다. 그래서 그가 "반산(半山)에 상을 차렸고 가을구렁 추학(秋壑)에 술잔들을 별였구나"라고 읊었는데 잔치 술자리는 순식간에 얼어붙고 다들 심정의 눈치만 살피느라 안절부절했다. 반산은 왕안석(王安石)의 호요, 추학은 가사도(賈似道)의 호인데 이 둘은 송나라를 망친 위인들로 당시 선비들 사이에 회자됐었다. 뜻을 모를리 없는 심정은 좋은 자리에 차마 화는 크게 못내고 벌겋게 달아올라, 아직 안달고 뒀던 소요당 현판을 사람을 시켜 태워버렸다. 모친상으로 기묘사화만은 피했던 눌재공은 권신 심정(沈貞)의 원한을 사 결국 외직으로 쫓겨났다.
1521년(중종 16) 조광조와 함께 화를 입고 의지할 곳 없이 떠돌던 선비들을 자신의 집에서 친히 거둬 보살폈다. 조광조의 동문인 김안국(金安國)과 김세필(金世弼)이 여주에서 후학들을 가르치는 것을 알고, 충주목사였던 그는 친구인 여주목사 이희보(李希輔)에게 조곡 200석을 빌어다가 동문들에게 나눠주고 가을이 되면 다시 쌀을 직접실어다가 조곡갚기를 매년 했다고 한다.
1524년(중종 19) 외직에서 돌아와 사복시 부정(司僕寺 副正-정3품) 등을 지냈다.
1526년(중종 21) 병술 중시 갑과에 장원급제 했지만 이미 사림파로 찍힌 그는 당시 훈구권신들의 눈밖에 나 승진하지 못하고, 이듬해 1527년(중종 22) 나주목사가 됐다가 그나마도 병으로 낙향했다.
1528년(중종 23) 이 무렵 인종 때의 대학자인 하서 김인후가 찾아와 배움을 청하였다. 눌재는 김인후를 보고 사람들에게 말하기를, 「예로부터 기동(奇童)치고 끝이 좋은 자가 없었는데, 오직 이 사람은 마땅히 잘 마칠 것이다.」라고 하였다. 그래서 사람들은 모두 눌재더러 사람을 알아보는 거울을 지녔다고 일렀다.
1530년(중종 25) 와병으로 별세했다. 향년 55세이다. 
청백리에 녹선되고, 당대의 문장가로서 성현(成俔), 신광한(申光漢), 황정욱(黃廷彧)과 함께 서거정(徐居正) 이후 사가(四家)로 칭송되었다. 이조판서 자헌대부에 추증되고, 광주 월봉서원에 제향되었다.
눌재는 훈구파와 사림파 교체기의 시작에서 일생을 사림운동에 전력하고 물심양면으로 그 성공을 도왔다. 특히 단경왕후 신씨 복위에 관한 상소는 강상(鋼常)을 바로잡은 충언이었다라고 생전의 조광조(趙光祖)가 극구 칭찬한 바 있다. 후배였던 퇴계 이황도 그를 가리켜 '원우(元祐)의 완인(完人-명예와 신분에 전혀 흠이 없는 완전한 인간)'이라 극찬 했었다. 고양이 전설로도 알려져 있다. 저서로는 《동국사략》(東國史略)이 있는데 권근이 지은 《동국사략》과는 다른 책이다. 권근의 《동국사략》은 삼국 시대까지만 다루었고, 박상의 《동국사략》은 고려 시대까지 다루었다.

## 고양이 일화
연산군이 전국 팔도에 채홍사(採紅使)를 내려보내 미녀사냥을 하던 중 나주골에 사는 천민 우부리(牛夫里)의 딸이 간택됐다. 그 딸이 연산군의 총애를 받게되자 그 아비 우부리가 그 권세를 믿고 패악과 부정부패를 멈추지 않으니 민심이 날로 흉흉하고 그곳 수령은 물론 전라도 관찰사조차도 그에게 거스르면 목이 달아나는 판이었다. 서울에서 벼슬을 살던 눌재는 이를 알고 전라도 도사(都事)를 자원해 부임한 직후, 인사를 오지 않은 죄라며 우부리와 집안 가속들을 금성관(錦城館-나주 관아) 마당에서 모조리 곤장으로 때려죽였다. 우부리의 집에서는 장례치를 생각도 못하고 서울로 급히 고변을 하니 연산군이 화가 나 길길이 뛰었다. 왕명으로 금부도사가 사약을 갖고 나주로 내려오던 참이었다.
한편 눌재공은 우부리의 죄상을 글로 조정에 낱낱이 밝히는 동시에 당당히 임금에게 대죄(待罪)를 청하려고 즉시 상경길에 나섰다. 바로 나주목사에게 사표를 제출하고 전남 장성 갈재를 넘어 입암산(笠岩山)밑 갈림길에 이르렀는데, 난데없이 들고양이 한 마리가 "야옹 야옹"거리며 바지가랑이를 물어채기에 이상히 여겨 오라는대로 따라갔다. 바로 그 때 금부도사가 반대쪽 큰길로 서로 길이 엇갈려 절체절명의 위기를 모면했는데 얼마안가 중종반정으로 그 사건은 불문에 붙이게 됐다(脚註: 중종반정의 성공은 그가 왕의 장인을 때려죽인 이 사건에 조정의 모든 이목이 쏠렸던 덕분이라는 견해도 있다).
눌재공은 그 은공을 잊지 않기위해 자신의 전답중 수십 결의 논을 따로 묘답(苗畓-고양이의 은혜를 갚는 논)이라 이름붙이고 거기서 나온 소출을 매년 금강산 정양사에 공양했다. 눌재의 후손들은 고양이를 은혜로운 동물로 여겨 특히 귀여워했다고 전한다. 공양은 조선조가 망할 때까지 후손들이 계속했는데 일제시대 일본인들에게 역둔토(주인없는 땅이라 국유화한다는 뜻)라며 묘답을 몰수당했다.

## 가족관계[1]
- 고조부 : 박세량(朴世梁)
- 증조부 : 박광리(朴光理)
- 할아버지 : 박소(朴蘇)
- 아버지 : 박지흥(朴智興)
- 어머니 : 서종하(徐宗夏)의 딸
  - 첫 번째 부인 : 진주 유씨(晉州 柳氏) - 현령(縣令) 유종한(柳宗漢)의 딸
    - 장남 : 박민제(朴敏齊)
    - 차남 : 박민중(朴敏中)

  - 두 번째 부인 : 하동 정씨(河東鄭氏) - 생원(生員) 정세(鄭稅)의 딸
    - 삼남 : 박민고(朴敏古)

  - 형: 박정(朴禎)
  - 동생 : 박우(朴祐)
    - 조카 : 연파처사 박개(朴漑)
    - 조카 : 사암 박순(朴淳)